# X (미국의 밴드)
X는 미국의 펑크 록 밴드이다. 창립단원은 익신 서벤카, 보컬리스트 겸 베이시스트 존 도, 기타리스트 빌리 줌, 드러머 D. J. 본브레이크. 80년에서 93년까지 총 7개 정규 앨범을 발표하였다. 90년대 중말엽 휴식기를 가지고서 2000년대 초 재결합하여 21년까지도 투어를 다니는 중.
아슬아슬한 턱걸이 주류였으나 펑크 록, 아메리카나, 포크 록 등 다양한 장르에 영향을 미쳤으며 당대 최고의 영향있는 밴드의 하나로도 명성이 있다. 2003년에는 정규 1, 2집이 롤링 스톤 선정의 최고의 앨범 500장에 선정되고, 1집이 피치포크 선정의 80년대 최고의 앨범 100장에 선정되었다.